# Comuna Nova Hreblea, Prîlukî
Nova Hreblea (în ucraineană Нова Гребля) este o comună în raionul Prîlukî, regiunea Cernihiv, Ucraina, formată din satele Lutaikî, Mohnivka, Mokleakî și Nova Hreblea (reședința).

## Demografie
Componența lingvistică a comunei Nova Hreblea
     Ucraineană (96,28%)
     Rusă (3,72%)
Conform recensământului din 2001, majoritatea populației comunei Nova Hreblea era vorbitoare de ucraineană (96,28%), existând în minoritate și vorbitori de rusă (3,72%).